# شکلات خام

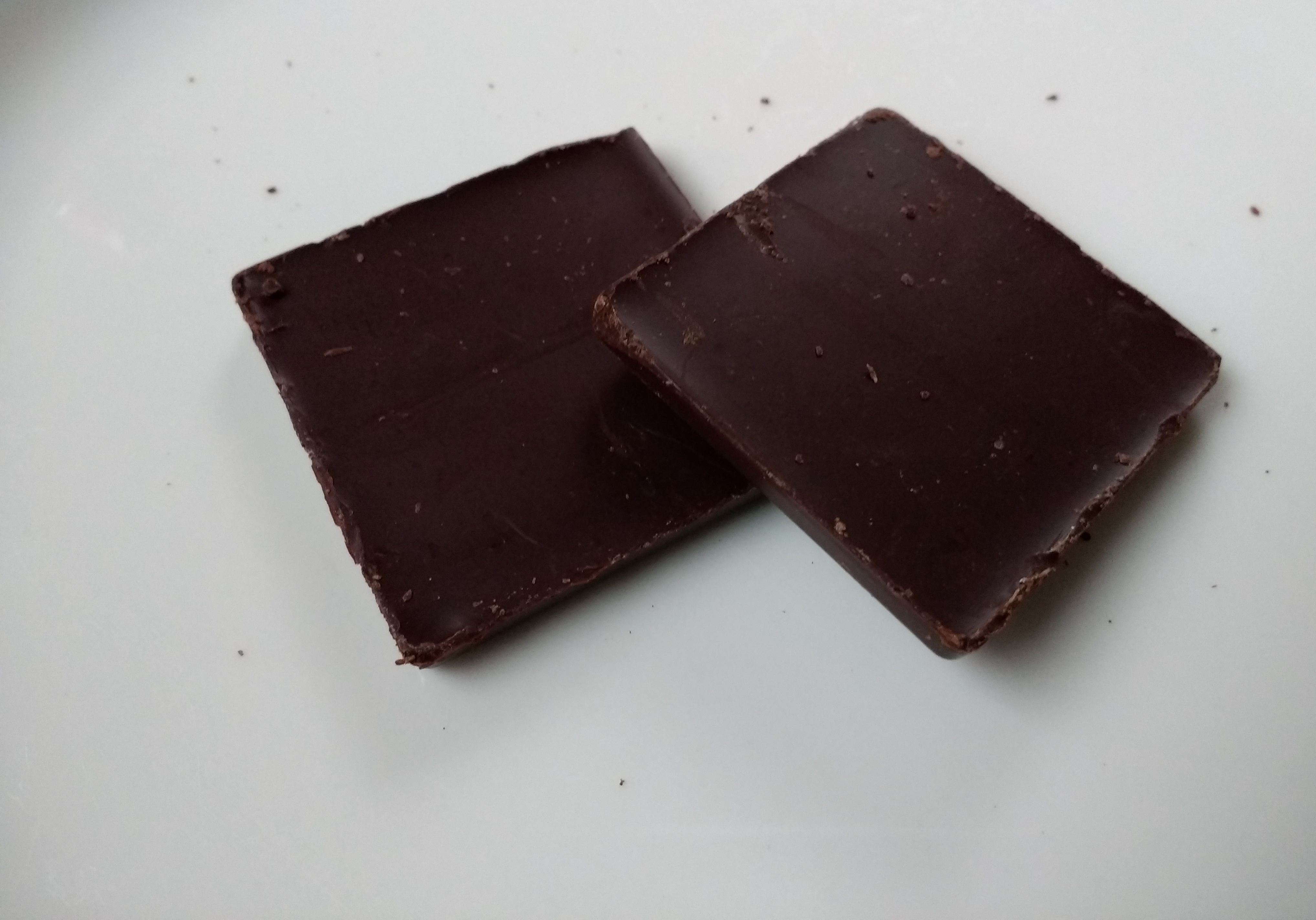
شکلات خام که از ۹۹٪ پودر کاکائو تشکیل شده‌است.

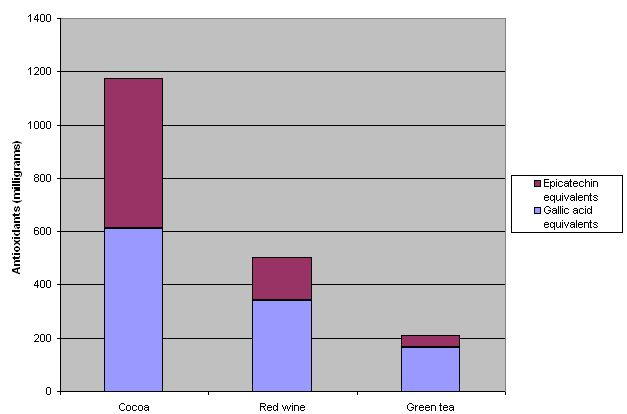
نموداری که میزان آنتی‌اکسیدان‌های موجود در کاکائو، شراب قرمز و چای سبز را نشان می‌دهد.

شکلات خام یا خمیر شکلات آسیاب شده خام، شکلاتی است که از دانه‌های کاکائو برشته نشده تولید می‌شود که حاوی هیچ‌گونه افزودنی، مانند قند یا شکر نیست.

## محبوبیت
شکلات خام بخشی از صنعت شکلات سازی است که به سرعت در حال رشد است. اغلب در قالب‌های کوچک تهیه می‌شوند. اگرچه مطالعات کمی برای حمایت از تولید این محصول به شکل با کیفیتری انجام شده‌است.
فرایند تولید با حرارت کم یا "سرد" (که از برشته شدن جلوگیری می‌کند) ممکن است به حفظ آنتی‌اکسیدان‌هایی که به‌طور طبیعی در کاکائو وجود دارند کمک کند. ‌ بسیاری از بازاریابان شکلات خام تولیدکننده هستند، دارای گواهی ارگانیک یا تجارت عادلانه نیز می‌باشند.